# Vito Antuofermo
Vito Antuofermo est un boxeur italien né le 9 février 1953 à Palo del Colle.

## Carrière
Champion d'Europe EBU des poids moyens en 1976, il s'empare des ceintures mondiales WBA et WBC le 30 juin 1979 en battant aux points en 15 rounds Hugo Pastor Corro. Antuofermo fait ensuite match nul contre Marvin Hagler puis perd contre l'Anglais Alan Minter le 16 mars 1980. Il perd également les combats revanches contre Minter et Hagler et met finalement un terme à sa carrière en 1985 sur un bilan de 50 victoires, 7 défaites et 2 matchs nuls.